# سفارة الولايات المتحدة في الهند
سفارة الولايات المتحدة في الهند هي أرفع تمثيل دبلوماسي لدولة الولايات المتحدة لدى الهند. تقع السفارة في نيودلهي وهي تهدف لتعزيز المصالح الأمريكية في الهند.

## وصلات خارجية
- الموقع الرسمي
- قائمة سفارات الولايات المتحدة
- قائمة السفارات في الهند